# Ane Inés Landeta Urrabaso
Ane Inés Landeta Urrabaso (Bilbao, País Basc, 15 de maig de 1996) és una actriu, artista visual, animadora, directora de fotografia i cineasta basca.

## Biografia
Ane Inés Landeta va néixer a Bilbao el 1996. Va estudiar el grau en belles arts a la Universitat del País Basc (2014-2018). Es va especialitzar en fotografia de cinema i il·luminació a l'Escola de Cinema del País Basc (ECPV). S'ha desenvolupat a l'àmbit de l'animació cinematogràfica i la direcció de fotografia.
Es va formar en arts escèniques i interpretació a l'escola superior d'arts escèniques Ànima Eskola on va cursar els estudis superiors d'art dramàtic amb David Valdelvira, Marina Shimanskaya i Algis Arlauskas, formant-se com a actriu de mètode, sota la metodologia Stanislavsky-Vajtangov-M.Txèkhov-Meierhold (mètode rus). Allí va coincidir amb els actors Carmen Climent, Nerea Elizalde, Julen Guerrero i Lorea Lyons, amb qui va estudiar. A més, es va formar en música amb Roberto Bienzobas i en dansa amb Rakel Rodríguez.
El 2013 va interpretar l'obra Els baixos fons de Maksim Gorki, dirigida pel director d'escena David Valdelvira i escenificada al Teatre Campos Elíseos. En 2014 va interpretar l'obra Somni d'una nit d'estiu de William Shakespeare, una producció dirigida pel director d'escena David Valdelvira i escenificada en el Teatre Campos Elíseos, juntament amb Carmen Climent, Nerea Elizalde, Julen Guerrero i Lorea Lyons, entre altres membres del repartiment. La producció va tenir una notable acollida i es va escenificar diverses vegades entre els anys 2014 i 2015. La producció teatral va ser premiada amb el Premi Buero Vallejo (2015), a la XII edició dels premis.
En 2015, va interpretar l'obra Diàlegs Impossibles, una producció dirigida per l'actriu i directora russa Marina Shimanskaya, basat en els treballs La gavina, L'hort dels cirerers i Les tres germanes d'Anton Txékhov i en la poesia de Gustavo Adolfo Bécquer, al costat de Carmen Climent i Nerea Elizalde, entre altres membres del repartiment.
L'any 2016 va interpretar l'obra Ball de màscares de Mikhaïl Lèrmontov, una producció dirigida pel director d'escena David Valdelvira i escenificada al Teatre Campos Elíseos, que es va presentar a la setmana del festival internacional FETABI (2016).

## Direcció de cinema
L'any 2016 Landeta va codirigir el curtmetratge A migas, juntament amb Lorea Lyons, que va ser presentat a la V Edició del Festival de Cine Express Xprest! Aux, organitzat per Zinemakumeak Gara. El curtmetratge va obtenir el premi AUX. L'any 2018 va codirigir el curtmetratge Me quiere, no me quiere(s), juntament amb Lorea Lyons, que va ser presentat a la VII Edició del Festival de Cine Express Xprest! Aux. El projecte va guanyar el Premi AUX.
Ha fet treballs de fotografia i fotografia de cinema. És part del grup d'animació cinematogràfica HauAzkena Animazio Taldea, coordinat per l'animadora Begoña Vicario. Ha participat com a animadora en la realització de diversos curtmetratges. L'any 2018 va participar com a animadora al curtmetratge Miraila, amb guió de l'escriptora Miren Amuriza. També l'any 2018 va participar com a animadora al curtmetratge En la luna, que va participar al Festival Zinebi.

### Azkena(2024)
L'any 2017 va exercir com a productora i directora del curtmetratge Azkena, produït per Izar Films, juntament amb Lorea Lyons, una peça que versa sobre la maternitat. El projecte va rebre el Premi AUX de Zinebi Express (2018) del Festival Zinebi. El 2021 el projecte va rebre el Premi Aukera del Festival Zinebi i el Premi Work in Progress del Festival Animadeba-Berria. El projecte va ser elegit per l'Associació de la Indústria del Curtmetratge (AIC) al programa nous talents. Així mateix, el projecte audiovisual va ser seleccionat per al programa Aukera de Zinebi i Zineuskadi, per continuar desenvolupant el projecte audiovisual. El projecte va aconseguir el suport de la directora i productora Izaskun Arandia i el 2022 va ser presentat a festivals internacionals, entre d'altres, al Festival Internacional de Cinema d'Annecy.
L'any 2024 Landeta va participar com a directora d'art al curtmetratge Cuestión de Confianza, produït per BaraKa Producciones.

## Filmografia

### Cinema
- 2024, Cuestión de Confianza (direcció d'art)
- 2024, Azkena (producció i direcció)
- 2021, Instrucciones para caminar por la ciudad, dir. Begoña Vicario
- 2018, En la luna (animació)
- 2018, Miraila (animació)
- 2018, Me quiere, no me quiere(s), dir. Lorea Lyons i Ane Inés Landeta
- 2016, A migas, dir. Lorea Lyons i Ane Inés Landeta

### Teatre
- 2016, Ball de màscares, dir. David Valdelvira
- 2015, Diàlegs Impossibles, dir. Marina Shimanskaya
- 2014, Somni d'una nit d'estiu, dir. David Valdelvira[6][5]
- 2013, Els baixos fons, dir. David Valdelvira

## Premis i reconeixements
- Premi Work in Progress (2021) per Azkena.[24]
- Premi Aukera (2021) per Azkena.[22]
- Premi AUX de Zinebi Express (2018) per Azkena.[21]
- Premi AUX del Festival de Cine Express Xprest! Aux (2018) per Me quiere, no me quiere(s).
- Premi AUX del Festival de Cine Express Xprest! Aux (2016) per A migas.
- Premi Buero Vallejo (2015) per Somni d'una nit d'estiu.[6]

## Vegeu, també
- Carmen Climent
- Nerea Elizalde
- Julen Guerrero